# سیارک ۴۸۲۸
سیارک ۴۸۲۸ (به انگلیسی: 4828 Misenus، نامگذاری:1988RV) چهار هزار و هشتصد و بیست و هشتمین سیارک کشف شده‌است که در ۱۱ سپتامبر ۱۹۸۸ کشف شد.
قدر مطلق سیارک برابر ۱۰٫۰۰ است.